# 西拉雅國家風景區
西拉雅國家風景區位於臺灣臺南市嘉南平原及其東邊的山麓地帶，為中華民國交通部觀光署規劃成立的一座國家風景區，行政區域涵蓋17個鄉鎮區，轄區內有關子嶺、烏山頭水庫、虎頭埤水庫、曾文水庫等知名風景區。名稱源自昔日分佈此區的臺灣原住民西拉雅族。
西拉雅國家風景區管理處於2005年11月26日成立，初期借用烏山頭水庫辦公廳舍，2009年遷至白河區白河水庫的臨時辦公廳舍。2020年1月17日遷至官田區新建廳舍，並設置官田遊客中心提供旅遊服務。

## 背景
西拉雅國家風景區轄區廣大，涵蓋了17個鄉鎮市區，包括臺南市楠西區、大內區、山上區、玉井區、左鎮區與嘉義縣大埔鄉全境，以及臺南市白河區、東山區、柳營區、六甲區、官田區、新化區、南化區、善化區、龍崎區、新市區與嘉義縣中埔鄉部分區域，佔地約9萬6,682公頃。
西拉雅國家風景區內資源地貌豐富，涵蓋溫泉、惡地（俗稱「月世界」，其為青灰石岩所構成）、水庫埤圳、西拉雅族原鄉文化、鄉鎮特產等多元觀光潛力。
西拉雅國家風景區由於曾文溪橫切其中，地形極具變化。山區與丘陵面積約佔西拉雅國家風景區總面積二分之一，例如烏山嶺衝上斷層山地、竹崎丘陵、內門丘陵、嘉南隆起海岸平原，在風景區成立後，開始有整合的統籌規劃。

## 景點

### 關子嶺遊憩系統
- 關子嶺風景區：寶泉公園、好漢坡、嶺頂公園、紅葉公園、關子嶺泥漿溫泉
- 白河水庫
- 水火同源
- 碧雲寺
- 大仙寺
- 六重溪溫泉
- 斑芝花高爾夫俱樂部
- 仙湖休閒農場
- 東山登山步道系統：大小獅嶺登山步道系統、林安森林步道
- 大凍山步道

### 烏山頭遊憩系統
- 尖山埤水庫
- 烏山頭水庫
- 台南藝術大學
- 官田遊客中心

### 虎頭埤遊憩系統
- 虎頭埤水庫
- 大坑休閒農場
- 走馬瀨農場

### 曾文遊憩系統
- 曾文水庫
- 楠西大智山玄空法寺
- 鹿陶洋江家古厝
- 情人公園
- 梅嶺風景區
- 龜丹溫泉

### 左鎮遊憩系統

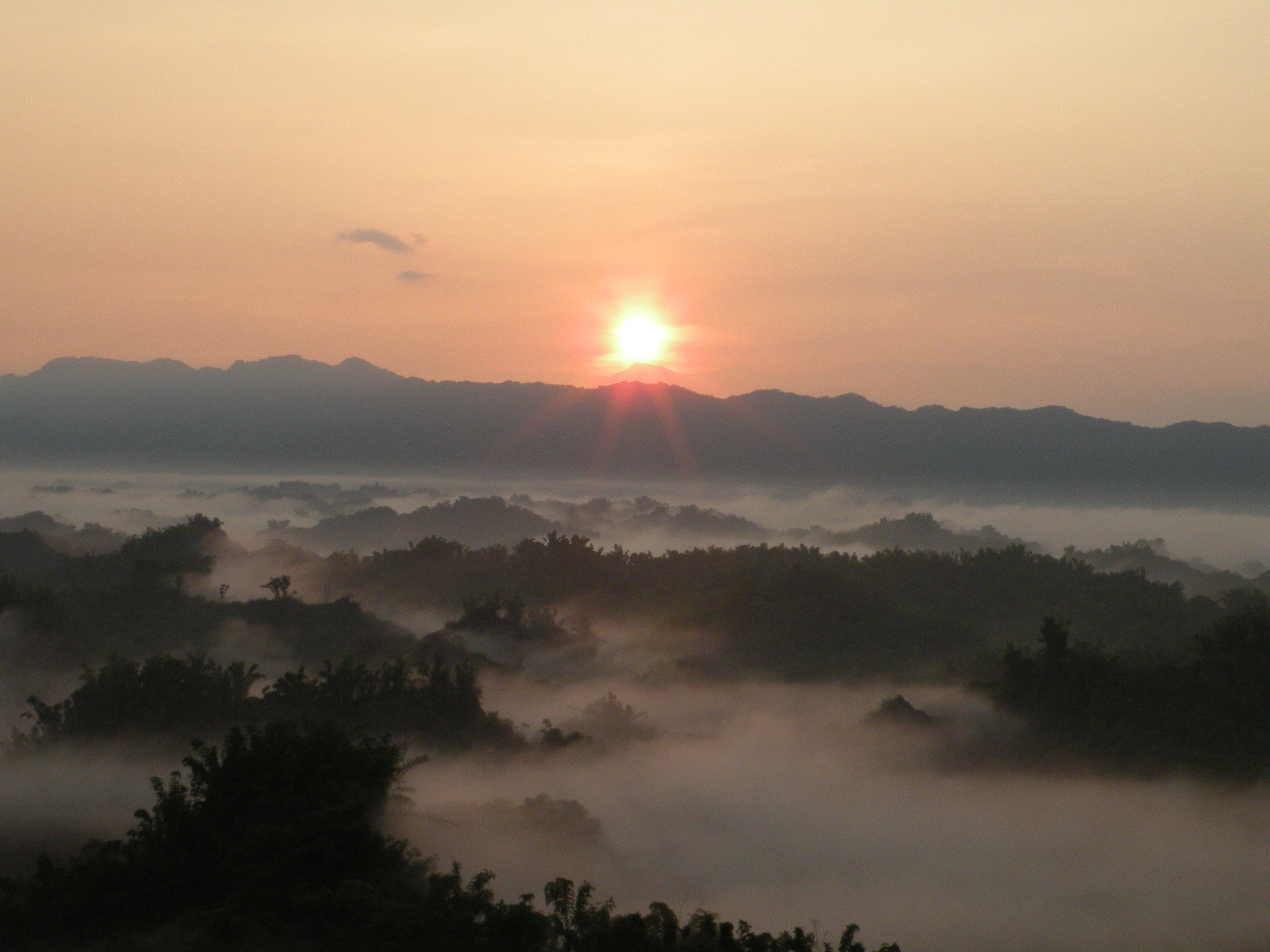
二寮日出

- 臺南左鎮化石園區
- 西拉雅文化尋根
- 噶瑪噶居寺
- 草山月世界
- 二寮觀日出
- 鏡面水庫

## 特產
- 大埔鄉：麻竹筍、茶葉、網室木瓜、破布子、百香果、梅子
- 白河區：蓮花、蓮子、蓮藕、竹筍、稻米、柑桔、洋香瓜、甘蔗
- 東山區：咖啡、椪柑、龍眼、洋香瓜、芒果、蕃茄、柳丁
- 楠西區：梅子、軟枝楊桃、芒果、蜜棗
- 左鎮區：破布子、山藥、火龍果、芒果、香蕉、山蘇、竹筍
- 玉井區：芒果、楊桃、蕃石榴、荔枝、文心蘭、木瓜、鳳梨、牛奶蜜棗
- 新化區：蕃薯、鳳梨、竹筍、荔枝、蟋蟀
- 山上區：木瓜、芒果、鳳梨、無子西瓜、蘭花、火龍果
- 大內區：酪梨、胡麻、文旦、芒果、柑桔
- 官田區：芒果、洋菇、菱角、淡水魚
- 六甲區：稻米、蓮花、菱角、淡水魚、油菜花

## 外部連結
- 西拉雅國家風景區官方網站 （页面存档备份，存于）（繁體中文）（英文）（日語）
- 西拉雅國家風景區管理處的Facebook專頁
- YouTube上的西拉雅國家風景區頻道
- 维基共享资源上的相關多媒體資源：西拉雅國家風景區
- 西拉雅國家風景區，夏日「冰火情節」登場 （页面存档备份，存于）
- 西拉雅國家風景區  交通部觀光局 （页面存档备份，存于）
- 西拉雅國家風景區-中埔遊客中心  交通部觀光局 （页面存档备份，存于）